# October Baby
October Baby is een Amerikaanse dramafilm uit 2011. De regie was in handen van de gebroeders Andrew Erwin en Jon Erwin die tevens ook nog onder andere de film geschreven hebben.
De film is gebaseerd op het leven van Gianna Jessen die toch een abortus overleefde. De hoofdrollen werden vertolkt door Rachel Hendrix, Jason Burkey, John Schneider en Jasmine Guy. De film kwam op 28 oktober 2011 uit. In 2012 schreven Eric Wilson en Theresa Preston op basis van deze film een boek. Op het Red Rock Film Festival (2011) won de film in de categorie Best Fiction Feature en kreeg hoofdrolspeelster Hendrix een 'Special Achievement Award'.

## Plot
Hannah heeft last van haar gezondheid. Na wat testen in het ziekenhuis, komt ze erachter dat het wordt veroorzaakt door haar moeilijke geboorte. Dan krijgt Hannah te horen dat ze niet alleen geadopteerd is, maar ook dat haar biologische moeder eigenlijk een abortus wilde plegen, maar dat die mislukte. Ook krijgt ze nog te horen dat ze de helft van een tweeling is, maar dat haar broertje, vanwege de mislukte abortus, een paar dagen na de geboorte gestorven is. Als het vakantie is gaat ze samen met haar vrienden op een roadtrip. Ze gaat op zoek naar haar biologische moeder, maar voordat ze die vindt, gebeurt er van alles. Uiteindelijk vindt ze haar moeder en vormt ze een koppel met haar beste vriend Jason.

## Rolverdeling
- Rachel Hendrix als Hannah
- Jason Burkey als Jason, Hannah's beste vriend
- John Schneider als Jacob, de (adoptie)vader van Hannah
- Jasmine Guy als verpleegster Mary
- Robert Amaya als strandagent
- Maria Atchison als secretaresse Pat
- Joy Brunson als Danielle
- Jennifer Price als Grace, de (adoptie)moeder van Hannah
- Rodney Clark als de Katholieke priester
- Brian Gall als de beveiligingsagent
- Carl Maguire als Lance
- Tracy Miller as inspecteur Mitchell
- Lance E. Nichols als de dokter
- Shari Rigby als Cynthia, Hannah's biologische moeder
- Don Sandley als de psychiater
- Chris Sligh als B-mac
- Austin Johnson als Trueman
- Colleen Trusler als Alanna